# Баталов Дмитро Михайлович
Дмитро Михайлович Баталов (нар. 22 жовтня 1906, Єкатеринбург — пом. 25 вересня 1967, Київ) — український радянський архітектор.

## Біографія
Народився  22 жовтня 1906 року в місті Єкатеринбурзі (тепер Росія). У 1938 році закінчив Ленінградський інститут інженерів комунального будівництва. Член КПРС з 1960 року.
Помер в Києві 25 вересня 1967.

## Споруди і проєкти

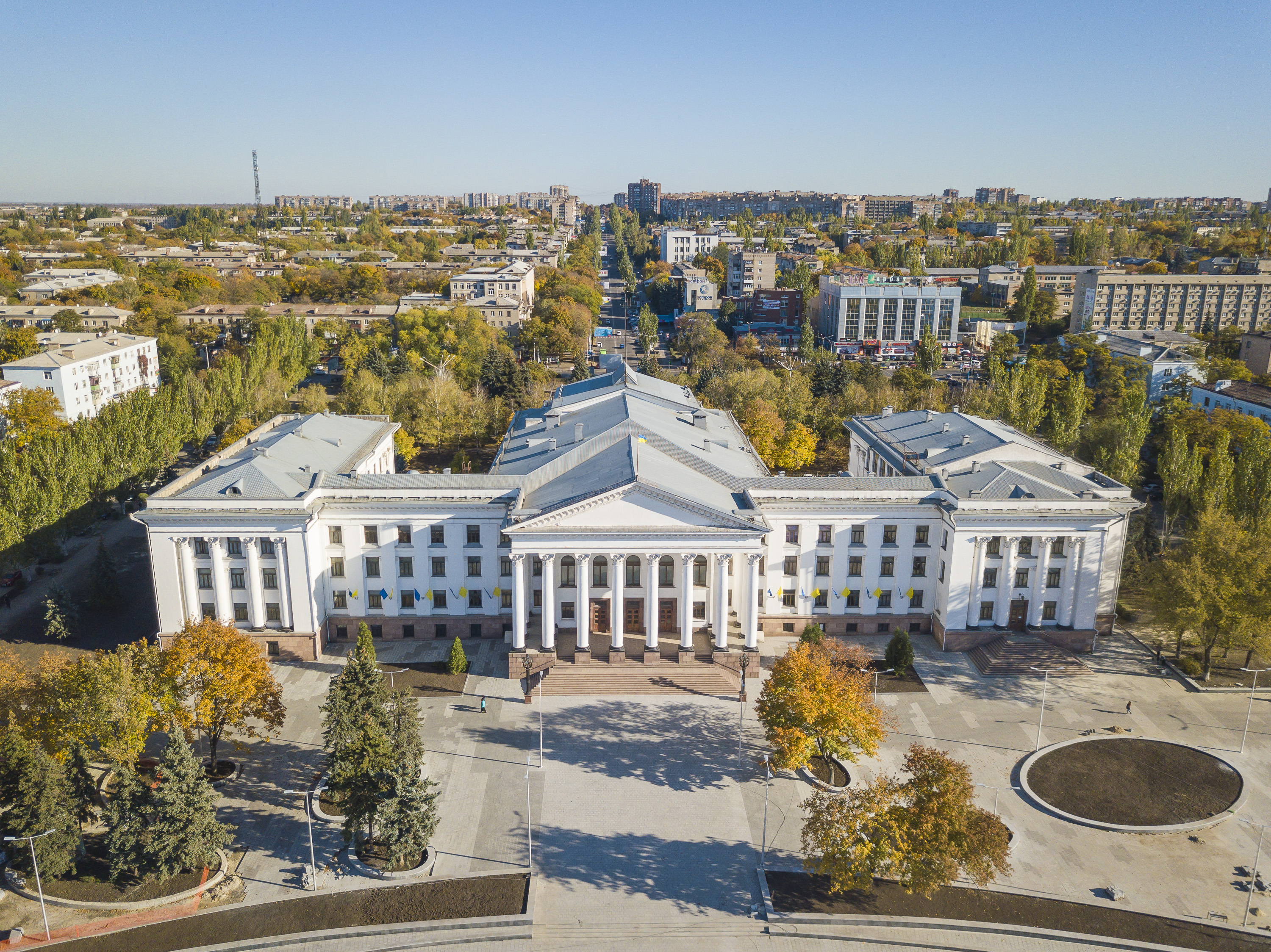
Палац культури та техніки

- Палац культури та техніки Новокраматорського машинобудівного заводу у Краматорську (1950—1965);
- Будинок облвиконкому у Луганську (1956—1958);
- Планування Виставки передового досвіду в народному господарстві УРСР у Києві (1958, у співавторстві);
- Будикок Рад у Миколаєві;
- Проєктні пропозиції до розвитку центру Донецька (у співавторстві з Л. Теплицьким і Я. Табачником).